# Europaspiele 2023/Teilnehmer (Dänemark)
| Gelbes Symbol für Goldmedaillen mit stilisierten Olympischen Ringen | Graues Symbol für Silbermedaillen mit stilisierten Olympischen Ringen | Braundes Symbol für Bronzemedaillen mit stilisierten Olympischen Ringen |
| ------------------------------------------------------------------- | --------------------------------------------------------------------- | ----------------------------------------------------------------------- |
| 7                                                                   | 5                                                                     | 5                                                                       |

Dänemark nahm mit 163 Athleten an den Europaspielen 2023 in Krakau teil.

## Medaillengewinner
| Name/n | Sportart      | Wettkampf                            |
| --- | ------------- | ------------------------------------ |
| Gold |               |                                      |
| Viktor Axelsen | Badminton     | Herreneinzel                         |
| Kim Astrup Anders Skaarup Rasmussen | Badminton     | Herrendoppel                         |
| Camilla Degn Johanne Graugaard Emma Mogensen Rikke Enevoldsen Line Gyldenløve Kristensen Sandra Hansen Line Berggren Larsen Cecilie Lindgaard Josefine Mahler Ann Cecilie Møller Johanne Uhrhammer Ida Winding | Beachhandball | Frauen                               |
| Emma Jørgensen | Kanu          | K1 500 m Frauen                      |
| Emma Jørgensen | Kanu          | K1 200 m Frauen                      |
| Nikolai Terterjan | Boxen         | Halbmittelgewicht Männer (bis 71 kg) |
| Edi Hrnic | Taekwondo     | Weltergewicht Männer (bis 80 kg)     |
| Silber |               |                                      |
| Tanja Gellenthien Mathias Fullerton | Bogenschießen | Compoundbogen Mixed Mannschaft       |
| Mia Blichfeldt | Badminton     | Dameneinzel                          |
| Emma Jørgensen Frederikke Matthiesen | Kanu          | K2 500 m Frauen                      |
| Bolette Iversen Katrine Jensen Frederikke Matthiesen Sara Milthers | Kanu          | K4 500 m Frauen                      |
| Jonas Winterberg-Poulsen | Fechten       | Florett Männer                       |
| Bronze |               |                                      |
| Mathias Christiansen Alexandra Bøje | Badminton     | Mixeddoppel                          |
| Frederik Bech Martin Andersen Anders Hansen Andreas Hoegh Dines Kjeldgaard William Lærke Christian Nielsen Mikkel Nielsen Laurids Ulrichsel Jeppe Villumsen                                                    | Beachhandball | Männer                               |
| Frederikke Mathiesen Sara Milthers Katrine Jensen Bolette Iversen | Kanu          | K4 500 m Frauen                      |
| Otto Jørgensen | Taekwondo     | Federgewicht Männer (bis 68 kg)      |
| Nanna Lind Kristensen | Teqball       | Frauen Einzel                        |

## Teilnehmer nach Sportarten

### Badminton
- Anders Antonsen
- Kim Astrup
- Viktor Axelsen
- Mia Blichfeldt
- Alexandra Bøje
- Mathias Christiansen
- Maiken Fruergaard
- Line Kjærsfeldt
- Anders Skaarup Rasmussen
- Sara Thygesen

### Beachhandball
| Wettbewerb    | Männer | Frauen |
| ------------- | --- | --- |
| Athleten      | Frederik Bech Martin Andersen Anders Hansen Andreas Hoegh Dines Kjeldgaard William Lærke Christian Nielsen Mikkel Nielsen Laurids Ulrichsel Jeppe Villumsen | Camilla Degn Johanne Graugaard Emma Mogensen Rikke Enevoldsen Line Gyldenløve Kristensen Sandra Hansen Line Berggren Larsen Cecilie Lindgaard Josefine Mahler Ann Cecilie Møller Johanne Uhrhammer Ida Winding |
| Trainer       | Morten Holmen | Morten Holmen |
| Gruppenphase  | Polen 1:2 n. So.(24:26), (22:17), (10:12) Norwegen 2:0 (19:18), (30:28) Spanien 0:2 (21:19), (23:18)                                                        | Spanien 2:0 ((27:22), (23:22 (GG)) Polen 2:0 (20:14), (24:18) Norwegen 2:1 n. So.(25:22), (22:23 (GG)), (8:2)                                                                                                  |
| Viertelfinale | Kroatien 2:1 n. So.(25:22), (20:23), (13:12) | Portugal 2:0 (23:14), (25:22) |
| Halbfinale    | Spanien 1:2 n. So.(20:21), (25:20), (8:9) | Deutschland 2:0 (28:26), (33:32) |
| Bronze/Finale | Portugal 2:1 n. So.(10:20), (23:18), (8:6) | Spanien 2:1 n. So.(22:20), (20:21), (10,8) |
| Rang          | Bronze | Gold |

### Bogenschießen
- Kristine Andersen
- Randi Degn
- Mathias Fullerton
- Tanja Gellenthien
- Nanna Jakobsen
- Oliver Staudt

### Boxen
- Abdallah Nazih Abou-Arab
- Frederik Lundga Jensen
- Melissa Juvonen Mortensen
- Sofie Vinther Rosshaug
- Nikolai Terterjan

### Fechten
- August Lindstrøm Jensen
- Laeticia Jørgensen
- Patrick Jørgensen
- Jonas Karlsen
- Conrad Seibæk Kongstad
- Christopher Hor Nielsen
- Frederik von der Osten
- Jonas Winterberg-Poulsen

### Kanu

#### Kanurennsport
- Victor Aasmul
- Morten Graversen
- Bolette Iversen
- Katrine Jensen
- Emma Jørgensen
- Lasse Madsen
- Frederikke Matthiesen
- Sara Milthers
- Magnus Sibbersen

### Karate

#### Kata
- Frederikke Bjerring

### Leichtathletik
| Team     | Wettbewerb  | Wettbewerb | Punkte | Punkte | Punkte | Punkte | Punkte | Punkte | Punkte     | Punkte    | Punkte    | Punkte      | Punkte           | Punkte      | Punkte    | Punkte     | Punkte     | Punkte         | Punkte     | Punkte     | Punkte     | Punkte | Rang |
| Team     | Wettbewerb  | Wettbewerb | 100 m  | 200 m  | 400 m  | 800 m  | 1500 m | 5000 m | 110 m Hü.* | 400 m Hü. | 4 × 100 m | 4 × 400 m** | 3000 m Hindernis | Kugelstoßen | Speerwurf | Hammerwurf | Diskuswurf | Stabhochsprung | Hochsprung | Dreisprung | Weitsprung | Gesamt | Rang |
| -------- | ----------- | ---------- | ------ | ------ | ------ | ------ | ------ | ------ | ---------- | --------- | --------- | ----------- | ---------------- | ----------- | --------- | ---------- | ---------- | -------------- | ---------- | ---------- | ---------- | ------ | ---- |
| Danemark | 2. Division | Männer     | 11     | 7      | 13     | 4      | 14     | 12     | 6          | 5         | 0         | 5           | 14               | 4           | 9         | 4          | 6          | 8              | 8          | 1          | 4          | 312    | 6    |
| Danemark | 2. Division | Frauen     | 2      | 11     | 1      | 11     | 12     | 11     | 15         | 12        | 15        | 5           | 14               | 10          | 3         | 14         | 16         | 14             | 7          | 5          | 4          | 312    | 6    |

* Die Frauen treten über 100 m Hürden, statt 110 m Hürden an.
** Die 4 × 400 m sind ein Mixed-Wettkampf.

#### Einzelresultate
| Wettbewerb       | Männer                                                                  | Männer         | Männer | Männer      | Frauen                                                                    | Frauen            | Frauen | Frauen      |
| Wettbewerb       | Athlet                                                                  | Ergebnis       | Rang   | Rang Gesamt | Athletin                                                                  | Ergebnis          | Rang   | Rang Gesamt |
| ---------------- | ----------------------------------------------------------------------- | -------------- | ------ | ----------- | ------------------------------------------------------------------------- | ----------------- | ------ | ----------- |
| 100 m            | Tobias Larsen                                                           | 10,51 s        | 06     | 22          | Mathilde Kramer                                                           | 11,76 s           | 15     | 32          |
| 200 m            | Jacob Hvorup                                                            | 21,23 s PB     | 10     | 27          | Emma Beiter Bomme                                                         | 23,47 s PB        | 06     | 18          |
| 400 m            | Gustav Lundholm Nielsen                                                 | 45,80 s PB     | 04     | 13          | Anna Øbakke Lange                                                         | 1:03,63 min       | 16     | 47          |
| 800 m            | Andreas Holst Lange                                                     | 1:50,59 min PB | 13     | 31          | Annemarie Nissen                                                          | 2:01,23 min SB    | 06     | 13          |
| 1500 m           | Kristian Uldbjerg Hansen                                                | 3:41,87 min    | 03     | 14          | Sofia Thøgersen                                                           | 4:11,08 min EU20L | 05     | 05          |
| 5000 m           | Mikael Johnsen                                                          | 14:05,65 min   | 05     | 14          | Nanna Bové                                                                | 15:45,21 min      | 06     | 18          |
| 110/100 m Hürden | Andreas Christoffersen                                                  | 14,45 s        | 11     | 27          | Mette Graversgaard                                                        | 12,95 s           | 02     | 06          |
| 400 m Hürden     | Joel von d'Ahe                                                          | 53,24 s SB     | 12     | 29          | Martha Rasmussen                                                          | 58,17 s           | 05     | 21          |
| 3000 m Hindernis | Jakob Dybdal Abrahamsen                                                 | 8:53,86 min    | 03     | 21          | Juliane Hvid                                                              | 9:36,98 min PB    | 03     | 04          |
| 4 × 100 m        | Tobias Larsen Tazana Kamanga-Dyrbak Jacob Hvorup Frederik Schou-Nielsen | DNF            | DNF    | DNF         | Mathilde Kramer Mette Graversgaard Emma Beiter Bomme Klara Skriver Loessl | 43,89 s SB        | 02     | 10          |
| Kugelstoßen      | Kenneth Mertz                                                           | 16,35 m        | 13     | 34          | Thea Jensen                                                               | 14,46 m           | 07     | 24          |
| Speerwurf        | Arthur W. Petersen                                                      | 73,29 m        | 08     | 17          | Liv Cantby                                                                | 44,14 m           | 14     | 33          |
| Hammerwurf       | Stefan Lehnert                                                          | 63,16 m        | 13     | 26          | Katrine Koch Jacobsen                                                     | 67,10 m           | 03     | 12          |
| Diskuswurf       | Emil Mikkelsen                                                          | 52,43 m        | 11     | 29          | Lisa Brix Pedersen                                                        | 59,20 m           | 01     | 05          |
| Stabhochsprung   | Aske Petersen                                                           | 4,90 m         | 09     | 26          | Caroline Bonde Holm                                                       | 4,35 m            | 03     | 12          |
| Hochsprung       | Mads Moos Larsen                                                        | 2,11 m =PB     | 09     | 21          | Katrine Fjerbæk Olsen                                                     | 1,79 m SB         | 10     | 25          |
| Dreisprung       | Dennis Mägi                                                             | 13,18 m        | 16     | 41          | Janne Nielsen                                                             | 12,54 m           | 12     | 31          |
| Weitsprung       | Bertram Costa                                                           | 7,04 m         | 13     | 36          | Annette Nielsen                                                           | 5,83 m            | 13     | 32          |

| Wettbewerb | Mixed                                                                          | Mixed          | Mixed | Mixed       |
| Wettbewerb | Athleten                                                                       | Ergebnis       | Rang  | Rang Gesamt |
| ---------- | ------------------------------------------------------------------------------ | -------------- | ----- | ----------- |
| 4 × 400 m  | Joel von d’Ahe Anne Sofie Kirkegaard Gustav Lundholm Nielsen Anna Øbakke Lange | 3:24,90 min SB | 12    | 29          |

Ersatz: Rikke Andersen, Kasper Andersson, Ida Beiter Bomme, Jonas Gertsen, Astrid Glenner-Frandsen, Nikolaj Graves, Laura Grønbech, Christopher Jensen, Maria Sløk Hansen, Nicco Vestbo Hattesen, Mathilde Heltbech, Betty Jensen, Mathilde Jensen, Valentin Jensen, Christoffer Forst Johansen, Rasmus Thornbjerg Klausen, Esben Krogh, Andreas Lindgreen, Carolien Millenaar, Tòrur Mortensen, Mia Helene Mørck, Annesofie Hartmann Nielsen, Isabell Paprotny, Andreas Riber Thordahl, Nickoline Skifter Andersen, Jakob Slipsager, Sebastian Sund Frandsen, Hector Wandt, Liv Winther

### Muay Thai
- Anne Linn Katar Sandegaard

### Padel
| Athleten                               | Wettbewerb | 1. Runde                        | 1. Runde | Achtelfinale               | Achtelfinale  | Viertelfinale                   | Viertelfinale | Halbfinale    | Halbfinale    | Finale        | Finale        | Rang |
| Athleten                               | Wettbewerb | Gegner                          | Erg.     | Gegner                     | Erg.          | Gegner                          | Erg.          | Gegner        | Erg.          | Gegner        | Erg.          | Rang |
| -------------------------------------- | ---------- | ------------------------------- | -------- | -------------------------- | ------------- | ------------------------------- | ------------- | ------------- | ------------- | ------------- | ------------- | ---- |
| Frauen                                 |            |                                 |          |                            |               |                                 |               |               |               |               |               |      |
| Maria Rasmussen Gitte Haxen            | Doppel     | Catarina Vilela Kátia Rodrigues | 2:1      | Victoria Kurz Denise Höfer | 2:0           | Carolina Orsi Giorgia Marchetti | 0:2           | ausgeschieden | ausgeschieden | ausgeschieden | ausgeschieden | = 5  |
| Männer                                 |            |                                 |          |                            |               |                                 |               |               |               |               |               |      |
| Emil Domela Hansen Marc Andreas Møller | Doppel     | Kilian Jordan Valentin Wenger   | 0:2      | ausgeschieden              | ausgeschieden | ausgeschieden                   | ausgeschieden | ausgeschieden | ausgeschieden | ausgeschieden | ausgeschieden | = 17 |

### Radsport

#### Mountainbike
- Simon Andreassen
- Caroline Bohé
- Malene Degn
- Sebastian Fini

### Schießen
- Stephanie Grundsøe
- Jesper Hansen
- Rikke Ibsen
- Nicklas Højfeldt Kildehøj
- Frederik Larsen
- Anna Betty Skad Nielsen
- Steffen Olsen
- Emil Kjeldgaard Petersen

### Synchronschwimmen
- Karoline Christensen
- Mia Heide

### Taekwondo
- Edi Hrnic
- Tobias Hyttel
- Otto Jørgensen
- Louise Lyngbæk

### Teqball
- Mira Dahlmann
- Mathias Jeppesen
- Nanna Lind Kristensen
- Brian Mengel Thomsen

### Tischtennis
- Thor Christensen
- Jonathan Groth
- Anders Lind
- Tobias Rasmussen

### Triathlon
- Oscar Gladney Rundqvist
- Anne Holm
- Emil Holm
- Alberte Kjær Pedersen